# Liste der lokalen Widerstandsgruppen der Knöchel-Seng-Gruppe
Diese Liste ist eine Aufstellung der Standorte und der dazugehörigen Mitglieder der Knöchel-Seng-Gruppe, einer kommunistische Widerstandsgruppe gegen den Nationalsozialismus, die ihre lokalen Schwerpunkte in Nordrhein-Westfalen, Berlin und in Amsterdam hatte. Die Tabelle erhebt keinen Anspruch auf Vollständigkeit. Siehe auch: Liste von Gedenkorten der Knöchel-Seng-Gruppe und Liste der Mitglieder der Knöchel-Seng-Gruppe.
| Ort | Mitglieder |
| --- | --- |
| Amsterdam | Anna Forterie, Lodewijk Forterie, Erich Gentsch, Erna Gentsch, Cäcilie Hansmann (auch: Cilly Hansmann), Wilhelm Knöchel, Alfred Kowalke, Ernst Baruch Levy, Frau Minks, Herr Minks, M. Müller (spätere Salz), Peter Nack, Luise Rieke |
| Berlin | Charlotte Garske, Erich Garske, Gertrud Neuhof, Karl Neuhof, Alfred Kowalke |
| Bielefeld (checken/verifizieren ob der Bielefelder Kreis wirklich zur Gruppe gehört hat.) Querverbindungen Amsterdam-Bielefeld belegen. | Otto Appelfelder, Paul Brockmann, Otto Giesselmann, Gustav Höcker, Hermann Kleinewächter, Gustav Koch, Gustav Milse, Heiko Plöger, Bernhard Putjenter, Rudolf Sauer, Friedrich Wolgast, Hermann Wörmann, Bernhard Zawacki |
| Bottrop | Franz Kwasigroch, Maria Kwasigroch, Karl Priorr, Michael Mast, |
| Duisburg | Elfriede Lippe, Helene Lippe, Pauline Lippe, Luise Rieke (Lissy Rieke), Anton Stupp, Margarete Stupp, Anna Dahm, Heinrich Dahm |
| Düsseldorf | Berta Fuchs, Friedrich Fuchs, Johannes Häberlein, Paula Häberlein, Wilhelm Kampmann |
| Oberhausen | Else Kamleiter, Friedrich Kamleiter, August Zilian, Maria Zilian |
| Remscheid-Solingen | Friedrich Klesper (Fritz Klesper), Luise Klesper, Ernst Moll, Lina Moll, Karl Müller, Hedwig Müller, Margarete Müller (spätere Salz), Hugo Paul, Karl Schiffbauer, Johanne Westphal, Willi Westphal, |
| Wuppertal-Wichlinghausen | Ferdinand Haas, Willy Heinzelmann, Karl Igstaedter |
| Wuppertal | Paul Alker, Waltraud Blass (geborene Ebbinghaus), Walter Böhne, Egon Ebbinghaus, Hildegard Ebbinghaus, Hugo Ebbinghaus, Friedrich Groß, Elisabeth Hinrichs, Ludwig Hinrichs, Agnes Kaps, Alois Kaps, Alfons Kaps, Elisabeth Kaps, Paul Kaps, Ewald Klee, Arthur Koch, Erich Lohmer, Luise Menze, Hermann Schmidt, Hermine Schmidt, Eugen Schwebinghaus, Irmgard Schwebinghaus, Ewald Seiler, Mart(h)a Seiler, Adele Wallbrecher, Karl Wallbrecher, Hugo Wischlinsky, Marianne Wischlinsky |